# Пам'ятник адміралу Грейгу (Миколаїв)
Пам'ятник адміралу Грейгу — пам'ятник адміралу і колишньому губернатору міста в центральній частині Миколаєва, що розташовувався на розі сучасних вулиць Адміральскої і Соборної. Існував з 1873 до 1922 року. Перший здійснений пам'ятник, пов'язаний з історією міста та флоту у Миколаєві.

## Історія

### Зведення
Олексій Самуїлович Грейг — російський воєначальник та адмірал, який сприяв відновленню боєздатності Чорноморського флоту, що значно знизилося за роки війни з Наполеоном. У березні 1816 року отримав призначення на посаду головнокомандувача Чорноморського флоту, одночасно — військового губернатора Севастополя і Миколаєва. На посаді Грейг перебував 17 років. 
Адмірал сприяв появі в Миколаєві астрономічної обсерваторії та морської бібліотеки. У місті було споруджено портові споруди, створено кредитне товариство, активізувалася морська торгівля. На місці звалища з'явився Морський бульвар, розпочалися роботи з освітлення міста, прокладання тротуарів, відкрито чоловічі та жіночі училища, збудовано притулок. При ньому удосконалилися конструкції та збільшилася кількість кораблів.
Грейг виявив велику турботу про постачання міста водою. За його управління містом Третє Спаське джерело обладнали спеціальним басейном для збирання та роздачі води, а також було прокладено Спаський водогін.
В 1833 Грейг залишив Миколаїв, а в січні 1845 на 70 році життя помер і був похований на Смоленському лютеранському цвинтарі в Петербурзі. 

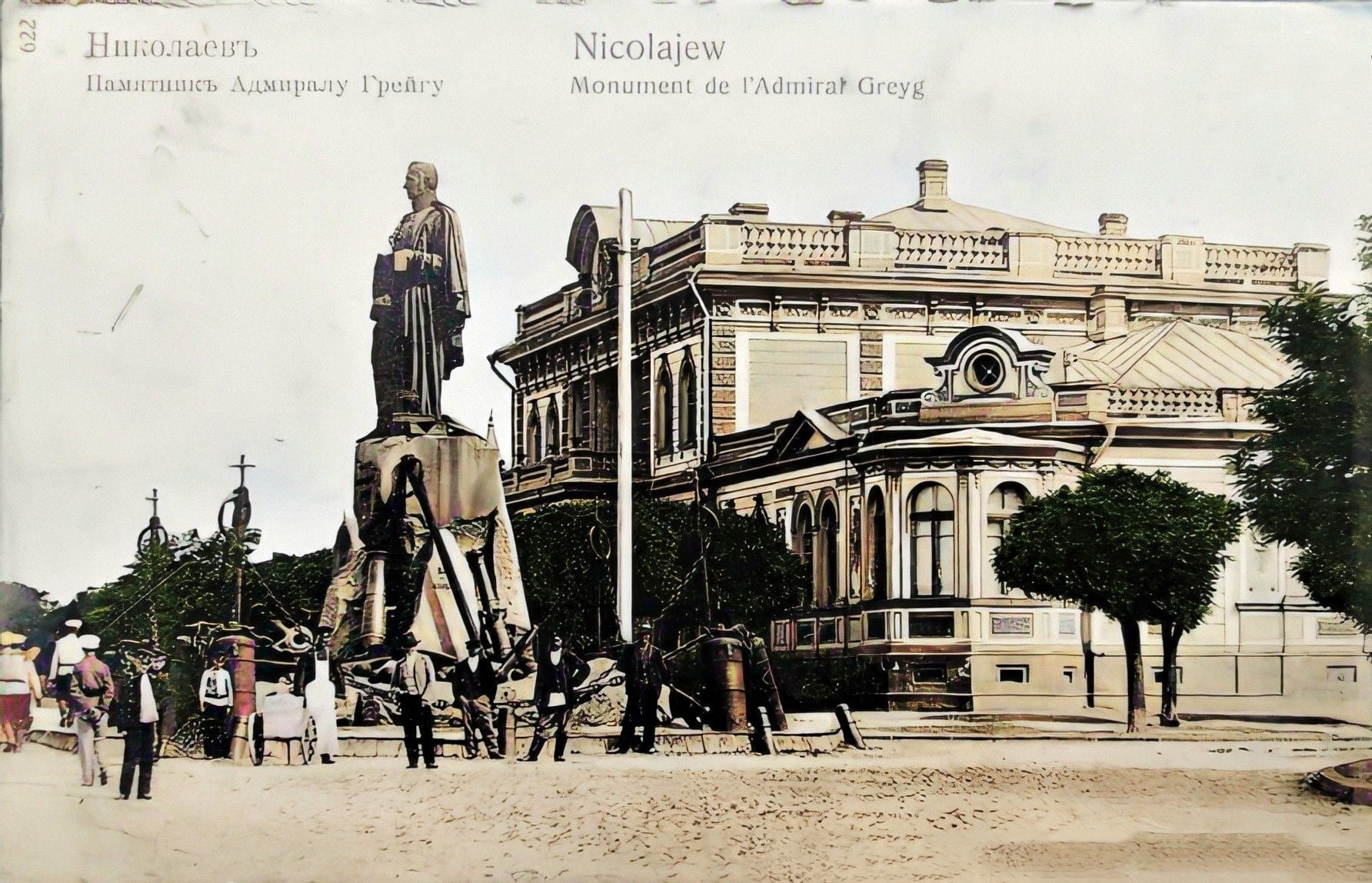
Пам'ятник адміралу Грейгу з його східної сторони

На початку другої половини XIX століття було ініційоване спорудження пам'ятника адміралу і колишньому губернатору міста. Отримавши схвалення царя, ініціатори спорудження пам'ятника Грейгу відразу дали архітектору Н. А. Піменову замовлення на опрацювання загальної архітектури пам'ятника, що він і зробив у 1862 році. Того ж року, 14 травня, було відкрито передплату на збір коштів для пам'ятника.
Піменов розробив два ескізні варіанти пам'ятника. Один із них — це невелика фігура Грейга на повний зріст, що стоїть на невисокому постаменті. Навколо неї проста огорожа з чотирьох вертикально стоячих весел, пов'язаних ланцюгом. Другий варіант — фігура Грейга на тлі нагромадження каміння, що утворює спільну піраміду.
Тоді всі історичні пам'ятки стверджував особисто цар, якому, мабуть, жоден з проектів не сподобався. У 1864 році помер Піменов — це і послужило відмовою від споруди. Замовлення було передано скульптору-монументалісту М. Й. Микешину.
У 1873 році на перехресті Адміральської та Соборної вулиць було урочисто відкрито пам'ятник адміралу. Бронзова фігура Грейга в парадній формі і з плащем, перекинутим через ліве плече, була встановлена на високому гранітному п'єдисталі і звернена на північ, у бік Адміралтейства. У правій опущеній руці Грейг тримав підзорну трубу, а в лівій, зігнутій у лікті, морську карту. Біля ніг розташовувалися атрибути, що характеризували діяльність адмірала: набір корми корабля з написом «Кораблебудування», секстант, згортки креслень.

### Знищення
Пам'ятник було зруйновано у 1922 році за рішенням Миколаївської губернаторської ради. Скульптура була знята, а гранітні плити з написами кинуті на схили Інгульського узвозу.
За вимогами директора історико-археологічного музею Ф. Т. Камінського, вона була передана музею і деякий час знаходилася біля будинку Заславського на розі вулиць Великої та Малої Морських у горизонтальному положенні обличчям донизу. Пізніше скульптура Грейга була поміщена поряд з колишнім Адміралтейським собором на низькому кам'яному побіленому кубі, якорі та гармати передали до історико-археологічного музею, який після Жовтневого перевороту перебував на його території. Туди ж потрапили деякі деталі пам'ятника.

У листах до Бориса Васильовича Страдомського (сина Василя Андрійовича Страдомського, лікаря Морського госпіталю, громадського діяча, відомого миколаївського колекціонера) Камінський ділиться своїми планами музейного будівництва на найближче десятиліття:
«Відвоював усі атрибути пам'ятника Грейгу: гармати, ланцюги, якорі. Тепер я вирішив усе це зосередити і саму статую Грейга в огорожі морського собору, надавши, звичайно, статуї Грейга вертикальне положення. Я вже знайшов покинуту половину огорожі і навесні думаю цю справу здійснити. Поставлю на невеликому постаменті статую Грейга, а навколо його гармати, тут ми взагалі створюємо наш підвідділ поза межами, приймаючи під охорону і могилу Фалєєва, і навіть певною мірою будівлю собору»
Перша спроба вилучити у музею фігуру адмірала і відправити її на переплавку була здійснена 16 листопада 1925 року, коли скинутий Грейг ще знаходився біля будівлі музею на розі вулиць Великої та Малої Морських. Тільки завдяки директору музею статуя була збережена від знищення. Свідчення Камінського: 
«Ви знаєте, що біля музею лежить статуя адмірала Грейга. Абсолютно несподівано 16 листопада до музею прибули підводи з усілякими пристроями та група робітників від організації Рудметалторгу, щоб узяти статую Грейга, звезти на свій склад, у кращому разі там відрізати голову, передати її до музею, а решту побити та відправити на переробку. Я вжив найрішучіших заходів проти цього, аж до надсилання телеграми Наркомпросу. Першим підтримав мене голова Миколаївського окружного виконкому, який віддав розпорядження — близько години дня — зупинити роботи, оскільки статуя Грейга належить музею. Виявилося, що статуя Грейга була продана Центральною фондовою комісією. Треба сказати, що Рудметалторг діяв дуже рішуче. Поки я приніс розпорядження голови окружного виконкому (близько години дня), вся статуя вже була опоясана ланцюгами і навіть за допомогою двох талей піднята з тим, щоб підвести під статую якийсь стійкий віз і везти на склад Рудметалторгу, щоб там зробити дику розправу над пам'ятником... Тепер мені вдалося знайти майже всі атрибути до пам'ятника Грейга, а саме: книгу, що була на постаменті, корму корабля, прилад-сектант і навіть вказівний палець лівої руки, що був відламаний під час зняття пам'ятника і вкрадений»
Через чотири роки після цих подій, у вересні 1929 року, директора музею Феодосія Тимофійовича Камінського було репресовано. Після його арешту музей став розпродавати елементи пам'ятника: чотири гармати (2 з бронзи, 2 з чавуну) продали на переплавку. У листі тодішнього директора музею Скобця голові Миколаївського окружного виконкому пояснюється, що музей продає гармати на метал, бо йому дуже потрібні гроші: «Нещодавно музеєм підписано угоду з Херсонським історико-археологічним музеєм на соцзмагання, і вимоги міськради підривають ті плани, на підставі яких музей вступити до соцзмагання з Херсонським музеєм».
Таким чином, долю пам'ятника вирішило гаряче бажання співробітників перемогти у соціалістичному змаганні своїх колег із Херсона.
У день похорону В. І. Леніна було прийнято рішення спорудити на тому ж місці, де стояв Грейг, пам'ятник вождю. Для нового пам'ятника вирішили використати гранітний п'єдестал від пам'ятника Грейгу. Однак він не підходив до невеликої скульптури Леніна, тому постапент був обтесаний удвічі, а разом з тим на кутах висікли постаті робітників і селянина. 1927 року пам'ятник Леніну було відкрито.
Після знищення Адміралтейського собору постать Грейга було перенесено у двір колишнього Католицького костелу, куди перевели музей імені В. В. Верещагіна, звідки він таємниче зник.

## Версії зникнення

### Офіційна версія
За офіційною версією радянської влади міста, пам'ятник 1943 року був вивезений німцями до Німеччини. На підтримку цієї версії є відомості сторожа музею А. С. Апостолова та розповідь його сина, який бачив, як пам'ятник тягли на старий залізничний вокзал за допомогою БТРу.
Ця версія піддається критиці миколаївським краєзнавцем Андрієм Шинкаренко. За його словами, якщо пам'ятник німцям потрібен був як метал, не зрозуміло навіщо було везти його аж до Німеччини, коли переплавити його можна було на будь-якому із суднобудівних заводів міста. Якщо нацистів пам'ятник цікавив як культурна цінність, не ясно чому він був вивезений без додаткових частин, що залишилися в краєзнавчому музеї і чому він переміщався містом у такий варварський спосіб. Крім того, виникають питання щодо технічної сторони транспортування статуї.

### Версія з якорем для Варварівського мосту
Наплавний Варварівський міст зазнавав руйнування як під час авіанальотів, так і під час негоди. Для утримання мосту використовувалася велика кількість якорів — 28 штук із північного боку та 26 із південного. Після чергового бомбардування міст був зруйнований, а для його швидкого відновлення в умовах воєнного часу знадобилася велика кількість «якорів», які взяти було ніде. Версія свідчить, що німці в таких умовах вирішили використати пам'ятник як один із них.
У грудні 1945 року проводилися водолазні роботи біля Варварівського мосту. Було піднято 102 тонни якорів та металоконструкцій, у тому числі й затоплені плавзасоби. Можливо, саме серед цього металу і була статуя адмірала Грейга.

### Проста версія
За третьою версією, пам'ятник був вивезений радянським керівництвом на переплавку відразу ж після звільнення міста у 1944 році.
На користь цієї версії говорять кілька уривчастих показань свідків людей, які бачили пам'ятник після звільнення міста спочатку біля костелу, а потім на причалі біля річки. Так, Ю. С. Крючков має 4 свідчення, про те, що пам'ятник був у місті після звільнення, а О. Д. Покосенко особисто бачив його після приїзду до звільненого Миколаєва.

## Опис

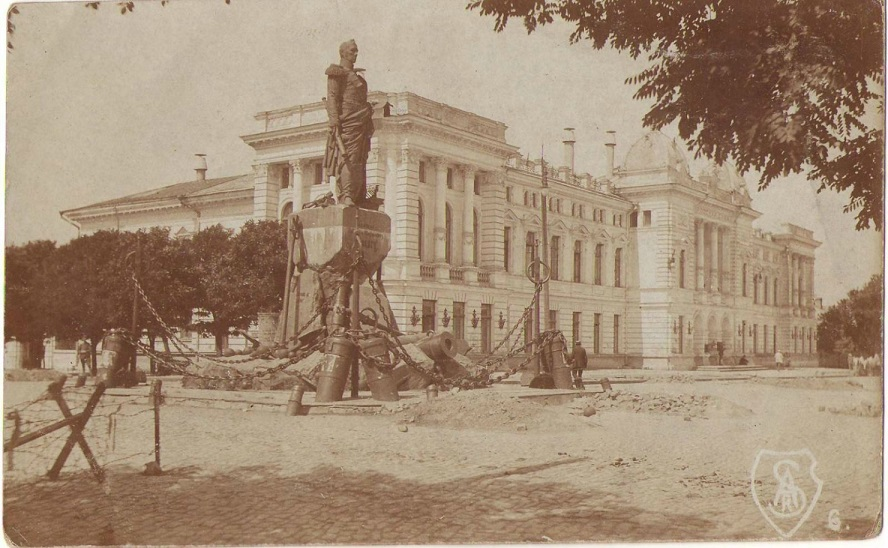
Пам'ятник адміралу Грейгу в 1918 році

Пам'ятник являв собою бронзову фігуру адмірала Олексія Самуїловича Грейга в парадній формі і з плащем, перекинутим через ліве плече, яка була встановлена на високому гранітному п'єдесталі і звернена на північ, у бік Адміралтейства. У правій опущеній руці Грейг тримав підзорну трубу, а в лівій, зігнутій у лікті, морську карту. Біля ніг розташовувалися атрибути, що характеризували діяльність адмірала: дві книги, до верхньої з яких кріпився набір корми корабля з написом «Кораблебудування», секстант, згортки креслень.
Верхня книга збереглася. Вона знаходиться у Миколаївському обласному краєзнавчому музеї. Виконана з бронзи, пустотіла всередині. Має розмір 62х42х11 сантиметрів. У верхній частині є різьблення для кріплення.
Частиною пам'ятника служили гармати, розташовані біля основи п'єдесталу. Так безпосередньо до нього були притулені чотири гармати. Перед пам'ятником ще дві, що лежали наврхрест. По кутках монумента було врито ще вісім гармат і між ними натягнутий якірний ланцюг, що служив своєрідною огорожею пам'ятника. Судячи з розміру цих знарядь можна припустити, що вони були чавунними. Крім цього пам'ятник прикрашали приблизно 67 ядер: біля 24 з північної сторони, 19 з західної, 24 з східної.
На площинах п'єдесталу, що має форму скелі, вміщено написи, що позначають місця та час здобутих адміралом перемог. Написи на площинах п'єдесталу:
- на північному, лицьовому боці: «Адміралу Олексію Самуїловичу Грейгу»;
- На північній стороні — внизу — «1828 Анапа, Варна»;
- На південній, задній стороні — «1799 Гельдер. 1807 Лемнос, Тенедос, Монте-Санто, Дарданелли, Афон»;
- На Західній стороні — «1829 Месимврія, Ахіоло, Мідія»;
- На східній строні — «1813 Данциг».

Спочатку на пам'ятнику було три якорі, але за кілька років після відкриття пам'ятника, по його кутах було встановлено чотири якорі, на штоках яких розмістили ліхтарі для освітлення. Коли в місті з'явилося електричне освітлення, ці ліхтарі демонтували, а елементи їхнього кріплення залишилися. Їм на зміну прийшли електролампи, які були підвішені на розтяжках між стовпами поряд із пам'ятником.

## Сучасність
Сьогодні залишилися вцілілими лише п'єдестал, що знаходиться у Первомайську та книга, що лежала біля ніг адмірала (верхня) — один із небагатьох предметів композиції. На місці розташування пам'ятника організовано транспортний рух, це місце є перехрестям вулиць Адміральської та Соборної. Точна доля пам'ятника та відповідь на запитання, чи дійсно скульптура була знищена, невідомі.